# Chomutice
Chomutice település Csehországban, a Jičíni járásban. Chomutice Podhorní Újezd a Vojice, Vrbice, Ohnišťany, Staré Smrkovice, Třtěnice, Nevratice, Lískovice, Ostroměř és Sobčice településekkel határos. Lakosainak száma 602 fő (2024. január 1.).

## Népesség
A település lakosságának változását az alábbi diagram mutatja:
| Lakosok száma | 1239 | 1275 | 1229 | 759  | 733  | 625  | 661  | 646  | 591  | 602  |
|               | 1869 | 1890 | 1921 | 1950 | 1980 | 2001 | 2017 | 2019 | 2022 | 2024 |